# Storage area network
Storage area network (SAN) – sieć pamięci masowej; obszar sieci zapewniający systemom komputerowym dostęp do zasobów pamięci masowej. Zwykle odległa pamięć masowa stanowi centralną przestrzeń składowania danych współdzieloną poprzez SAN przez wiele hostów w środowisku rozproszonym.
W chwili obecnej sieci SAN wykorzystywane są głównie w sieciach przemysłowych, zastosowanie domowe jest mocno ograniczone ze względu na bardzo duże koszty oraz skomplikowany proces budowy wymaganej infrastruktury, na którą składają się m.in.: przełączniki SAN, karty host adapter, macierze dyskowe lub biblioteki taśmowe.

## Rodzaje SAN
Sieci SAN są budowane z wykorzystaniem infrastruktury specjalnie zaprojektowanej do obsługi komunikacji w tej sieci. Zastosowane elementy muszą być wystarczająco szybkie i niezawodne. W sieciach SAN wykorzystuje się specjalnie do tego celu zaprojektowany protokół nazwany Fibre Channel (FC). Sieci SAN mogą być budowane z wykorzystaniem łączy światłowodowych i wbrew nazwie używanego w nich protokołu także z łączy miedzianych. Protokół Fibre Channel jest wyłącznie protokołem transportowym danych, który transportuje protokoły wyższej warstwy, w tym najczęściej stosowany protokół SCSI-3 oraz rzadziej stosowany IP.
Wyróżniamy trzy podstawowe typy sieci SAN:
- połączenie Punkt-Punkt – ang. Point-to-Point,
- pętla z arbitrażem – ang. Arbitrated Loop (FC-AL),
- pełna sieć – ang. Fabric.

## FC-AL
Sieć FC-AL jest najprostszym rodzajem sieci SAN nie wymagającym dodatkowych elementów aktywnych takich jak przełączniki SAN. W sieci tej stosuje się połączenie wszystkich urządzeń w pętlę, co znacząco upraszcza fizyczne podłączenia w przypadku pogrupowania jednego rodzaju urządzeń w jednym miejscu (np. wszystkie dyski w macierzy lub karty host adapter w serwerze). Komunikacja w sieci odbywa się pomiędzy kolejnymi elementami pętli, co oznacza, że wszystkie urządzenia muszą pracować przy tej samej przepływności (równej najwyższej przepływności najwolniejszego elementu).
Mając na uwadze niezawodność stosuje się dwie niezależne pętle podłączone do dwóch różnych kart host adapter z jednej strony i do tych samych urządzeń z drugiej strony. Dzięki takiemu rozwiązaniu przerwanie komunikacji w pętli nie powoduje niedostępności urządzeń. Wymusza to realizację mechanizmów wykrywających awarię w pętli i przełączających ruch na drugą pętlę w warstwie systemu operacyjnego, powyżej sterowników urządzeń kart host adapter.
Protokół FC posługuje się 24 bitami do określenia adresu urządzenia w sieci. W przypadku FC-AL wykorzystywane jest jedynie 8 najmłodszych bitów adresu, co przy uwzględnieniu wszystkich możliwych i użytecznych kombinacji daje nam 126 różnych adresów, które możemy nadać urządzeniom w pętli. FC-AL powoli wychodzi z użycia ze względu na swoje techniczne ograniczenia oraz przez ciągły spadek cen infrastruktury obsługującej sieć Fabric.

## Fabric
Fabric jest typem sieci SAN nazywanym także Point-to-Point ze względu na to, że w sieci tej komunikacja pomiędzy różnymi urządzeniami może odbywać się bez pośrednictwa innych elementów sieci, tak jak to miało miejsce w FC-AL. Nie oznacza to, że każde z urządzeń jest połączone do każdego innego oddzielnym łączem – chodzi o komunikację z logicznego punktu widzenia. W sieci tej wykorzystywana jest pełna 24-bitowa adresacja urządzeń, która w bezpośredni sposób odzwierciedla strukturę fizyczną sieci.
Analogicznie do sieci LAN, możliwe jest zbudowanie sieci SAN o różnych topologiach i funkcjonalnościach. Wyróżnia się więc:
- sieć w topologii mesh – najprostsza,
- sieć typu Core-Edge – ze względu na swoje właściwości najczęściej stosowana,
- dowolna z powyższych z dołączeniem sieci FC-AL – sieć mieszana Fabric/FC-AL.

### SAN w topologii Mesh
Zwykła sieć SAN, w tzw. topologii mesh oznacza po prostu połączenie urządzeń SAN do jednego lub kilku przełączników bez budowania hierarchii funkcji. Każdy z istniejących przełączników w takiej sieci ma bezpośrednie podłączenie (tzw. ISL) do każdego innego przełącznika w takiej sieci. Ten rodzaj sieci jest najtańszym rozwiązaniem dla małych sieci SAN grupujących zaledwie kilka, kilkanaście urządzeń. Wraz ze wzrostem mniej efektywna (w sensie ilości portów ISL w stosunku do ilości portów produkcyjnych) i bardziej zawodna.

### SAN w topologii Core-Edge
Bardziej przemyślaną i skalowalną strukturą sieci jest Core-Edge. Topologia ta dzieli się na kilka warstw:
- warstwa przełączników rdzeniowych – ang. Core switches,
- warstwa przełączników brzegowych – ang. Edge switches,
- warstwa podłączanych urządzeń: serwerów, macierzy dyskowych i innych.

Do warstwy przełączników rdzeniowych podłączone są wszystkie przełączniki brzegowe (przełączniki rdzeniowe standardowo obsługują serwisy nazw sieci Fabric). Do warstwy przełączników brzegowych podłączane są urządzenia korzystające z sieci SAN. Topologia taka umożliwia przejrzyste zasady rozbudowy sieci, kosztem przeniesienia na nowo budowane, małe sieci kosztów związanych z zakupem odpowiednich przełączników rdzeniowych, które zapewniają prostą rozbudowę sieci podczas. Przełączniki rdzeniowe, ze względu na swoją rolę, muszą sprostać specjalnym wymaganiom dostępnościowym. Awaria przełącznika brzegowego nie wpływa na dostępność pozostałej części sieci SAN, natomiast awaria przełącznika rdzeniowego powoduje już jej całkowitą dysfunkcję. Z tego powodu jako przełączniki rdzeniowe stosuje się specjalne urządzenia zwane Directorami. Urządzenia te są bardzo wysoko dostępnymi (graniczącymi z urządzeniami tolerującymi awarie) przełącznikami SAN zbudowanymi zazwyczaj jako połączenie w jednym urządzeniu dwóch niezależnych przełączników SAN, zarządzanych jako całość. Każdy z przełączników brzegowych jest w takim wypadku podłączony wydzielonym połączeniem do pozostałych. W celu dalszego zwiększenia niezawodności infrastruktury SAN buduje się dwie całkowicie niezależne sieci. Do obu tych sieci jednocześnie podłączane są serwery oraz macierze. Z tego powodu nawet awaria całej pojedynczej sieci SAN nie skutkuje niedostępnością zasobów dyskowych. Zbudowanie takiej infrastruktury jest wysoce kosztowne – koszty przełączników rdzeniowych, w tym klasy Director, podwajają się z uwagi na zastosowanie dwóch sieci.

### Mieszana sieć SAN
Biorąc pod uwagę, że sieci SAN rozpoczęły swoje istnienie od prostych sieci FC-AL i w wielu firmach działają one bez problemów, powstała możliwość łączenia tych sieci do nowo budowanych sieci typu Fabric. Proste połączenie obu rodzajów tych sieci nie jest możliwe głównie ze względu na różne sposoby adresacji FC. Z powodu różnic w adresacji w sieciach typu Fabric i FC-AL, niektórzy producenci przełączników SAN zaimplementowali rozwiązanie polegające na udostępnianiu w przestrzeni adresowej FC-AL urządzeń istniejących w sieci Fabric. Stosowane są w tym rozwiązaniu tablice translacji adresów z każdej podsieci FC-AL na sieć Fabric. Tak zbudowana sieć ma jednak sporo ograniczeń i jest wdrażana wyłącznie tam, gdzie nie ma możliwości technicznych do zamiany istniejących sieci FC-AL na Fabric.

## Inne
Alternatywnym protokołem SAN jest ISCSI. Wykorzystuje on transportowanie standardowych komend SCSI za pomocą protokołu TCP/IP (zazwyczaj po łączu Ethernetowym). Z tego powodu można wykorzystać standardowe przełączniki ethernetowe i routery IP oraz istniejącą lub specjalnie w tym celu utworzoną sieć LAN.